# 美丽的磨坊女

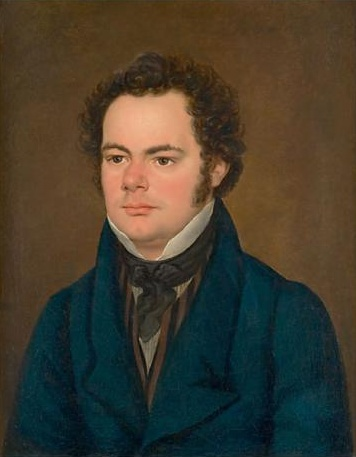
弗朗茨·舒伯特

《美丽的磨坊女》（德語：Die schöne Müllerin，作品号25，或目錄第795號）是由弗朗茨·舒伯特基于德国诗人威廉·米勒诗作改编的声乐套曲，创作于1823年。在此之后，舒伯特还为米勒的《冬之旅》配曲。《磨坊女》是最早被广为传唱的声乐套曲之一，也是舒伯特最为重要的作品之一，被视为艺术歌曲的巅峰之作。
这部作品原先是为男高音及女高音而作，后来被改为其他音域。由于歌词所讲是一位男青年的故事，因而这部作品经常由男歌唱家演绎。作品的钢琴部分不仅仅只是人声的伴奏，并且承担了相当大的比重。

## 写作过程
米勒的诗作是在1820年出版的。舒伯特是在1823年5月至9月间完成谱曲的。同一时期，他还在写歌剧《费拉布拉斯》。作曲家当时26岁。他在写作过程中省去了一些诗，如序诗及尾声。这部作品1824年首次出版。
由安东·迪亚贝利整理出版的曲谱首版則是在1830年出版的。其中的六首曾被弗朗茨·李斯特改编为钢琴曲。

## 情節與概要
作品一开始时讲述一位年轻的磨坊工在乡间快乐地游荡。他沿着溪流走到了一座磨坊。他爱上了磨坊主的美丽的女儿。但因为他只是个磨坊工，她并不在意他。他试图去打动她，她的反应却总是若近若离。她的芳心不久后被一位身着绿色衣服的猎人赢得。磨坊工曾送给那位女孩绿色的缎带。他开始对绿色着迷。在这之后，他又执迷于一个传说：代表永恒之爱的花会从他的坟墓长出。最终，这位年轻人绝望之极，将自己溺死于那条小溪。但歌曲中并未指明这位年轻人是不是确实自杀了。最后一首歌是小溪唱的摇篮曲，留下一个问题：那条小溪到底是那位磨坊工的友伴还是梅菲斯托費勒斯。

## 分析
整部作品总共包含20首歌曲，其中半数是简单的一部曲式。整部作品的感情色彩开始时较为积极，后来渐渐转为悲情。
演奏时长通常在60至70分钟之间。

### 歌曲标题及调性
1. 《闲游的磨坊工》（德語："Das Wandern"，降B大调）
2. 《去往何方？》（德語："Wohin?"，G大调）
3. 《停！》（德語："Halt!"，C大调）
4. 《致谢小溪》（德語："Danksagung an den Bach"，G大调）
5. 《歇工》（德語："Am Feierabend"，A小调）
6. 《好奇的人》（德語："Der Neugierige"，B大调）
7. 《焦灼》（德語："Ungeduld"，A大调）
8. 《早安》（德語："Morgengruß"，C大调）
9. 《磨坊工的花》（德語："Des Müllers Blumen"，A大调）
10. 《泪雨》（德語："Tränenregen"，A大调）
11. 《我的！》（德語："Mein!"，D大调）
12. 《插曲》（德語："Pause"，降B大调）
13. 《带着绿色缎带》（德語："Mit dem grünen Lautenbande"，降B大调）
14. 《猎人》（德語："Der Jäger"，C小调）
15. 《嫉妒与骄傲》（德語："Eifersucht und Stolz"，G小调）
16. 《被爱的颜色》（德語："Die liebe Farbe"，B小调）
17. 《邪恶的颜色》（德語："Die böse Farbe"，B大调）
18. 《枯萎的花》（德語："Trockne Blumen"，E小调）
19. 《磨坊工与小溪》（德語："Der Müller und der Bach"，G小调）
20. 《小溪的摇篮曲》（德語："Des Baches Wiegenlied"，E大调）

### 音樂特點
《美丽的磨坊女》展示了舒伯特藝術歌曲的幾個型式，首先是複節歌曲，即內容不同的幾節詩句共用同一曲調或伴奏；其次是敘事歌曲的戲劇性，可見段落之間曲調及速度的改變；第三種則是無節歌曲（durchkomponiert），伴奏方面維持一致的風格外，仍能以多變化的方式呈現音樂、傳達情緒與意念。